# Vertiga Bas
Vertiga Bas is een kleine fictieve planetoïde in het luchtbeluniversum van Pandarve in de sciencefictionstripreeks Storm. Op Vertiga Bas vertoeven bijna uitsluitend piraten, bandieten en misdadigers en wordt daarom ook wel "de piratenplaneet" genoemd. Het oppervlak van de planetoïde is volledig volgebouwd en er is nergens aan het oppervlak water te vinden. Daarom wordt water in bevroren toestand gewonnen in watermijnen diep onder de grond.

## Kenmerken
Vertiga Bas heeft een zwakke aantrekkingskracht, waardoor het mogelijk is om wetsovertreders simpelweg van de planetoïde af te katapulteren. Wegens plaatsgebrek is het voor luchtschepen nergens toegestaan om te landen. Bezoekers worden met luchtballonpendels van en naar het oppervlak gebracht.
Er is een autoriteit op Vertiga Bas, maar een vrij beperkte vorm van rechtspraak. Alles wat de politie ziet en fout acht is strafbaar, wat de politie niet ziet is goed. Wanneer de politie iets ziet dat fout is, deelt ze de gele vlek van afkeuring uit. Na twee gele vlekken volgt de paarse vlek van uitstoting.

## Rol in de stripreeks
Leidse, de dochter van Rann wordt er per opbod verkocht op een slavenveiling. Storm offert zich op en laat zich verkopen zodat Rann met de opbrengst Leidse kan vrijkopen. Storm wordt verkocht aan de baas van de watermijnen. In de watermijnen ontmoet hij Nomad en samen organiseren ze een opstand en weten ze te ontsnappen.